# Long Island Iced Tea

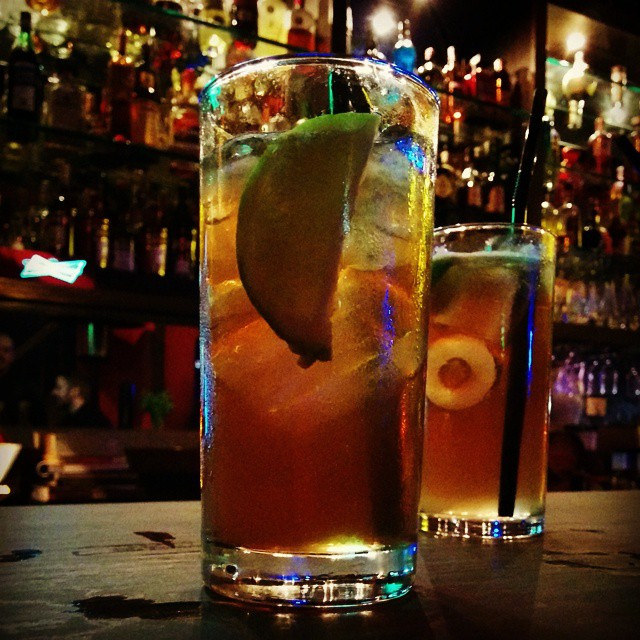
Long Island Ice Tea

Een Long Island Iced Tea of ook wel Long Island genoemd, is een cocktail die behoort tot de zogenaamde longdrinks, die is ontstaan in de Verenigde Staten. De cocktail wordt bereid met wodka, gin, tequila, triple sec en rum. Het geheel dient te worden aangevuld met cola en citroensap. De cocktail heeft een hogere alcoholconcentratie dan gemiddeld, dit komt door de relatief kleine hoeveelheid non-alcoholische mixdrank. Hoewel de naam anders doet vermoeden, heeft het niets met thee van doen.
Een variant is de Wrong Island Iced Tea. Die wordt gemaakt door de triple sec te vervangen door whiskey en 1½ deel sourmix toe te voegen. Sourmix is niet overal verkrijgbaar en kan eventueel worden vervangen door een deel citroensap.

## Ontstaan
Het is niet duidelijk waar en wanneer de cocktail is ontstaan. De cocktail wordt al sinds 1961 in de literatuur genoemd. De barkeeper Robert "Rosebud" Butt beweert echter het huidige recept in 1972 te hebben bedacht tijdens een wedstrijd in de bar Oak Beach Inn, in The Hamptons op het Amerikaanse eiland Long Island. Lokale geruchten noemen ook een andere barkeeper, Chris Bendicksen, uit dezelfde bar.
Een andere bewering is dat de Long Island Iced Tea al eerder bedacht werd tijdens de drooglegging door een illegale drankstoker genaamd Charles Bishop (hij werd Old Man Bishop genoemd) in de wijk Long Island in Kingsport in Tennessee. De cocktail werd vervolgens geperfectioneerd door zijn zoon Ransom Bishop. Deze versie was echter op basis van whisky en esdoornsiroop.

## Varianten
Zoals gebruikelijk bij cocktails, heeft ook de Long Island diverse varianten. De meeste varianten worden bereid met gelijke delen likeur maar bevatten vaak een kleinere hoeveelheid triple sec of een andere likeur met sinaasappelsmaak. Sommige restaurants vervangen tequila door brandewijn. Soms wordt de suikersiroop weggelaten en wordt de cola vervangen door ijsthee. Doch de meeste varianten bevatten in het geheel geen ijsthee, dit in tegenstelling tot wat de naam van de cocktail doet verwachten.

### Bekende varianten
- Alaskan Iced Tea - De cola is vervangen door Blue Curaçao.
- Beverly Hills Iced Tea - De cola is vervangen door champagne.
- Black Opal - Seattle, WA/Portland, OR - De cola is vervangen door limoenfrisdrank, hier is Chambord aan toegevoegd.
- Adios Motherfucker, Electric Iced Tea of Miami Beach Iced Tea - De triple sec is vervangen door Blue Curaçao en de cola met Sprite of 7Up.
- California Iced Tea - De cola is vervangen door sinaasappelsap.
- Langøyene iste - De tequila is vervangen door Noorse aquavit.
- Long Island Energy - De cola is vervangen door Red Bull (drank).
- Grateful Dead - De cola is vervangen door Chambord.
- Harvard Iced Tea - De cola is vervangen door champagne, de tequila is vervangen door gin.
- Italian Iced Tea - De triple sec is vervangen door Amarettolikeur.
- Lesbos Iced Tea - De cola is vervangen door Griekse ouzo en whisky.
- Long Beach Iced Tea - De cola is vervangen door cranberrysap.
- Long Island Iced Tea: Reno Style - De drank wordt bereid in een koeler en wordt koud gehouden met sneeuw.
- Jersey Tea - De cola is vervangen door een shot Jägermeister.
- Peach Long Island - De tequila is vervangen door perzikenschnapps.
- Pittsburgh Tea - De tequila is vervangen door Wild Turkey.
- Tennessee Iced Tea - De tequila is vervangen door Jack Daniel's.
- Texas Tea - De gin is vervangen door tequila.
- Tokyo Iced Tea - De triple sec is vervangen door Japanse Midori en de cola met citroen- of limoenfrisdrank.

## Trivia
- Er is een noemenswaardig gerucht dat de cocktail bedacht is door een huisvrouw, ook weer op Long Island, die stiekem cocktails maakte door kleine hoeveelheden drank uit verschillende flessen uit de drankvoorraad van haar man te mengen en het geheel aan te vullen met cola.
- De Long Island Iced Tea wordt vaak besteld in tv-series, zoals in de animatieserie The Simpsons, Sex and the City[3] en de Nederlandse komedie Bro's Before Ho's.